# Fredrik Stenman
Fredrik Stenman (* 2. Juni 1983 in Munktorp) ist ein ehemaliger schwedischer Fußballspieler.

## Verein
Der gelernte Abwehrspieler Fredrik Stenman spielte vor seinem Wechsel nach Deutschland ausschließlich in Schweden. Zunächst bei Munktorps BK und Västerås SK, die nächsten Stationen seiner Profikarriere waren IF Elfsborg und Djurgårdens IF. Zum 1. Januar 2006 wechselte er zu Bayer 04 Leverkusen und unterschrieb einen Vertrag bis 2009. Nach dem Ende der Bundesligasaison 2006/2007 wechselte Stenman gegen eine Ablösesumme von 800.000 Euro zum niederländischen Club FC Groningen. Sein Vertrag lief bis Ende der Saison 2010/11. Anschließend wechselte er in die erste belgische Division zum FC Brügge. 2014 ging er zurück nach Schweden zu seinem ehemaligen Verein Djurgårdens IF. 2016 beendete er dann im Dezember seine aktive Karriere bei Fünftligist IFK Lidingö.

## Nationalmannschaft
Stenman war Jugendnationalspieler Schwedens und gab sein Debüt in der A-Elf am 25. Mai 2006 gegen Finnland. Er gehörte zum schwedischen Aufgebot bei der Weltmeisterschaft 2006, kam aber nicht zum Einsatz. Nachdem er fünf Jahre nicht mehr nominiert worden war, feierte er im Frühjahr 2011 sein Nationalmannschaftscomeback. Bei der 5:6-Niederlage nach Elfmeterschießen gegen die Ukraine im Rahmen eines Einladungsturniers auf Zypern kehrte er unter Nationaltrainer Erik Hamrén für ein Spiel in die Landesauswahl zurück.

## Erfolge
- Schwedischer Meister: 2003, 2005
- Schwedischer Pokalsieger: 2003, 2004, 2005